# Ludwig Karl Moser
Ludwig Karl Moser (* 7. November 1845 in Teschen; † 2. Juni 1918 in Bozen) war ein österreichischer Lehrer und Höhlenforscher.

## Leben
Moser studierte an der Universität Wien zunächst Medizin, wechselte dann aber an die naturwissenschaftliche Fakultät und absolvierte 1870 die Lehramtsprüfung für Naturgeschichte, Mathematik und Physik. Nach zwei missglückten Versuchen wurde er promoviert.
Anschließend war er zwei Jahre Lehrer an der Staatsschule in Teschen, danach lehrte er bis zu seiner Pensionierung 1904 am Staatsgymnasium in Triest. 
Nebenbei forschte er im Karst von Triest und führte im Auftrag der Prähistorischen Kommission auch Ausgrabungen durch und verfasste eigene Werke, die er z. B. in den Jahresberichten seiner Schule veröffentlichen konnte. Moser war auch Korrespondent der k.k. Zentralkommission zur Erforschung und Erhaltung der Kunst- und historischen Denkmale. Daneben war er Mitglied der Anthropologischen Gesellschaft in Wien.

## Schriften (Auswahl)
- Das Schnalsertal: touristische, geschichtliche und andere Notizen. Jandl, Meran 1907.
- Der Karst und seine Höhlen. Naturwissenschaftlich geschildert. Schimsoff, Triest 1899.